# G.Canale&C
G.Canale&C este o tipografie din România, deținută de un grup italian.
Compania este activă în segmentul de tipar offset și a înregistrat afaceri de 7,5 milioane euro în anul 2007.